# Mariano Peluffo
Mariano Enrique Peluffo (Buenos Aires, Argentina, 1 de abril de 1971) es un locutor, actor, conductor y animador de radio y televisión argentina. Es uno de los conductores más reconocidos del último tiempo en Argentina. Es principalmente conocido por haber sido el conductor reiteradas veces de programas de televisión como Gran Hermano y de otros programas, tales como Talento argentino, Masterchef, y por el canal de la TDA de la productora de Kuarzo, Net TV, Cuestión de peso, Como todo y Editando tele, Qué mañana! por Canal 9 y programas de radio como conductor en La 100, Sarasa junto a Julieta Prandi y Abierto los Domingos.

## Biografía
Realizó sus estudios primarios en el Colegio Nuestra Señora De La Paz, en el barrio porteño de Floresta, y sus estudios secundarios en Nuestra Señora de la Candelaria, en dicho barrio porteño, graduándose en el año 1988.
Comenzó su carrera participando en la producción creativa del canal de televisión por cable Cablín, de público también infantil y juvenil. Una de sus participaciones en ese canal consistía en disfrazarse de "Oso Peluffo", un muñeco de peluche con el que solía jugar Claudio Morgado durante los sketches entre cada programa.
A partir del cambio de imagen de la emisora que se realizó en el año 1997, donde el canal comenzó a incluir producciones propias, Mariano Peluffo dio sus primeros pasos en la conducción con un programa de deportes llamado Salto Mortal.
Luego de que la señal dejara de emitirse, regresó en 1998 al aire con La Hora Warner, programa de dibujos animados con la compañía de Julieta Novarro en Canal 13. En el 2000 condujo el ciclo Throut and Neck por el canal de cable Magic Kids, haciéndose más popular frente a la platea infantil.
En 2001 se produjo su salto a la fama al coconducir las galas de nominación y eliminación de Gran Hermano, algo que hizo durante las tres ediciones del programa (2 del 2001 y una en 2002/2003). Ese mismo año también acompañó a Maru Botana siendo el coconductor de "Maru a la Tarde", un programa de juegos, invitados, cocina y humor.
Durante el verano del año 2002 conduce en Telefe "Sentí, el Verano", un programa "veraniego" que se emitía todas las tardes en vivo desde Mar del Plata, el programa combinaba juegos y concursos desde la playa. A principios del mes de marzo de ese año, al finalizar la temporada de verano "debieron volver" nuevamente hacia la ciudad de Buenos Aires y cambiarle el nombre al programa, de "Sentí, el verano" paso a llamarse "Vamos a Ganar", pero al finalizar el verano y comenzar a realizarse en un estudio el programa dejó de funcionar y de salir al aire.
Entre 2003 y 2005 fue conductor junto a María Eugenia Molinari del programa ZooBichos, emitido por Telefe.
Al volver Gran Hermano a la pantalla el 9 de enero de 2007 en su cuarta edición, condujo los debates y emisiones diarias y cocondujo las galas de eliminación y nominación. Lo mismo hizo con la quinta edición (GH Famosos 2007), a partir del 13 de mayo de ese año, y también a las dos semanas que terminó Gran Hermano Famosos empezó a hacer lo mismo pero en Gran Hermano 5. En 2007, Supermercados Día, es patrocinador de Gran Hermano (Argentina), y desde entonces, Mariano Peluffo, es la cara de todas las campañas publicitarias y eventos organizados por Supermercados Día.
Condujo por la pantalla de Telefe un programa de entretenimientos llamado Por qué no te callas...? que se emitía en vivo todas las tardes. El programa finalizó debido a que se habían cumplido la cantidad de emisiones pactadas con el canal, según aclaró el mismo Peluffo en su último programa.
Luego condujo los debates del reality show Operación Triunfo, donde se buscaba elegir un cantante entre los miles que se presentaron al casting.
Durante 2008, 2009, 2010 y primer día del 2011 condujo Talento argentino, un programa basado en el formato Got Talent. Allí un jurado debe seleccionar personas talentosas, para que el público finalmente elija al ganador.
También condujo un programa de entretenimientos llamado Rico al instante el cual fue cancelado.
Hoy en día volvió a conducir los debates de Gran Hermano Argentina, en su séptima edición (incluyendo el de famosos).
También produjo ZooBichos, que fue emitido por Telefe los domingos a las 13.
Condujo las Galas y los debates de Gran Hermano 2012, en su nueva edición.
En 2012 condujo el docu-reality argentino, Perdidos en la tribu por Telefe.
En 2013 condujo la continuación de Perdidos en la tribu que se llamó Perdidos en la ciudad también por Telefe.
Entre 2014 y 2015 condujo la versión argentina del reality-show MasterChef donde se busca al mejor chef del país. Conduce anualmente, junto a la chef Jimena Monteverde el evento de fin de año, organizado por Supermercados Día. En septiembre de 2017, el programa "APP, Acercamos Pasado Y Presente", que condujo junto a Julieta Prandi, en Telefe, fue cancelado, tras 4 emisiones.
En 2018 empezó a conducir el programa de cocina "Como Todo" por la pantalla de Net TV, además de "Cuestión de Peso", también por el mismo canal
Desde junio de 2020, conduce "Sarasa" junto a Julieta Prandi en la radio La 100.
En 2021 conduce el reality Relatoras Argentinas por la Televisión Pública.
Desde mayo de. 2023 conduce Qué mañana! por elnueve.

## Televisión
| Año       | Programa                           | Canal                        |
| --------- | ---------------------------------- | ---------------------------- |
| 1997      | Salto mortal                       | Cablín                       |
| 1998-1999 | La hora Warner                     | Canal 13                     |
| 1999      | Fibra óptica                       | Volver                       |
| 2000      | Verdadero o falso                  | Canal 13                     |
| 2000      | Throut and Neck                    | Magic Kids                   |
| 2001      | Animerica en Vacaciones            | América TV                   |
| 2001      | Animérica en el parque             | América TV                   |
| 2001      | Gran Hermano                       | Telefe                       |
| 2001      | Gran Hermano 2                     | Telefe                       |
| 2001      | Maru a la tarde                    | Telefe                       |
| 2002      | Sentí el verano                    | Telefe                       |
| 2002      | Vamos a ganar                      | Telefe                       |
| 2002-2003 | Gran Hermano 3                     | Telefe                       |
| 2003      | El club de los giles               | Telefe                       |
| 2003-2005 | ZooBichos                          | Telefe                       |
| 2005      | Pecados capitales                  | Canal 7                      |
| 2007      | Gran Hermano 4                     | Telefe                       |
| 2007      | Gran Hermano Famosos               | Telefe                       |
| 2007      | Gran Hermano 5                     | Telefe                       |
| 2007      | Por qué no te callas...?           | Telefe                       |
| 2008-2011 | Talento Argentino                  | Telefe                       |
| 2010      | Rico al instante                   | Telefe                       |
| 2011      | Gran Hermano 6                     | Telefe                       |
| 2012      | Gran Hermano 7                     | Telefe                       |
| 2012      | Perdidos en la tribu               | Telefe                       |
| 2013      | Perdidos en la ciudad              | Telefe                       |
| 2013      | Tu vida más simple                 | Utilísima Satelital          |
| 2014-2015 | MasterChef                         | Telefe                       |
| 2015-2016 | MasterChef Junior                  | Telefe                       |
| 2017      | APP. Acercamos pasado y presente   | Telefe                       |
| 2017      | Animadores                         | Televisión Pública Argentina |
| 2017-2018 | Club Atlético TNT                  | TNT Sports                   |
| 2018      | Premios Martín Fierro 2017 (radio) | Net TV                       |
| 2018-2019 | Cuestión de Peso                   | Net TV                       |
| 2018-2021 | Como todo                          | Net TV                       |
| 2020      | Unidos por Argentina               | Net TV                       |
| 2020-2021 | Editando tele                      | Net TV                       |
| 2021      | Relatoras Argentinas               | Televisión Pública           |
| 2021-2022 | Como todo express                  | Net TV                       |
| 2023-2024 | Qué mañana!                        | El Nueve                     |

## Radio
| Año           | Programa             | Radio  |
| ------------- | -------------------- | ------ |
| 2013-presente | Abierto los domingos | La 100 |
| 2020-presente | Sarasa               | La 100 |

## Participaciones
| Año  | Programa                | Canal  |
| ---- | ----------------------- | ------ |
| 2005 | Casados con hijos       | Telefe |
| 2013 | Especial Fiesta del Sol | Telefe |
| 2013 | Qitapenas               | Telefe |
| 2013 | La pelu                 | Telefe |